# Transports en commun de Pont-Sainte-Maxence
Le réseau Transport Oise Halatte Mobilité (TOHM) est le réseau de transport en commun organisé par la communauté de communes des pays d'Oise et d'Halatte et desservant principalement Pont-Sainte-Maxence, dans le département de l'Oise en région Hauts-de-France. Ce réseau, à l'instar de nombreux autres dans l'Oise, est entièrement gratuit.

## Historique
Au cours de l'année 2006, deux nouveaux autobus Citelis 12 du constructeur Irisbus sont mis en service sur le réseau.
En 2013, le réseau est composé de 3 lignes desservant toutes la gare de Pont-Sainte-Maxence. La ligne 1 assure la liaison vers le quartier des Terriers, la ligne 2 dessert le quartier du Sarron et la ligne 3 dessert la zone industrielle et la zone commerciale. La grille horaire de la ligne 1 permet une correspondance avec les trains et les autocars départementaux. De plus, le service a été prolongé jusqu'à 20 h 0 et le dernier bus attend l'arrivée du train si ce dernier à un retard inférieur à 10 min.

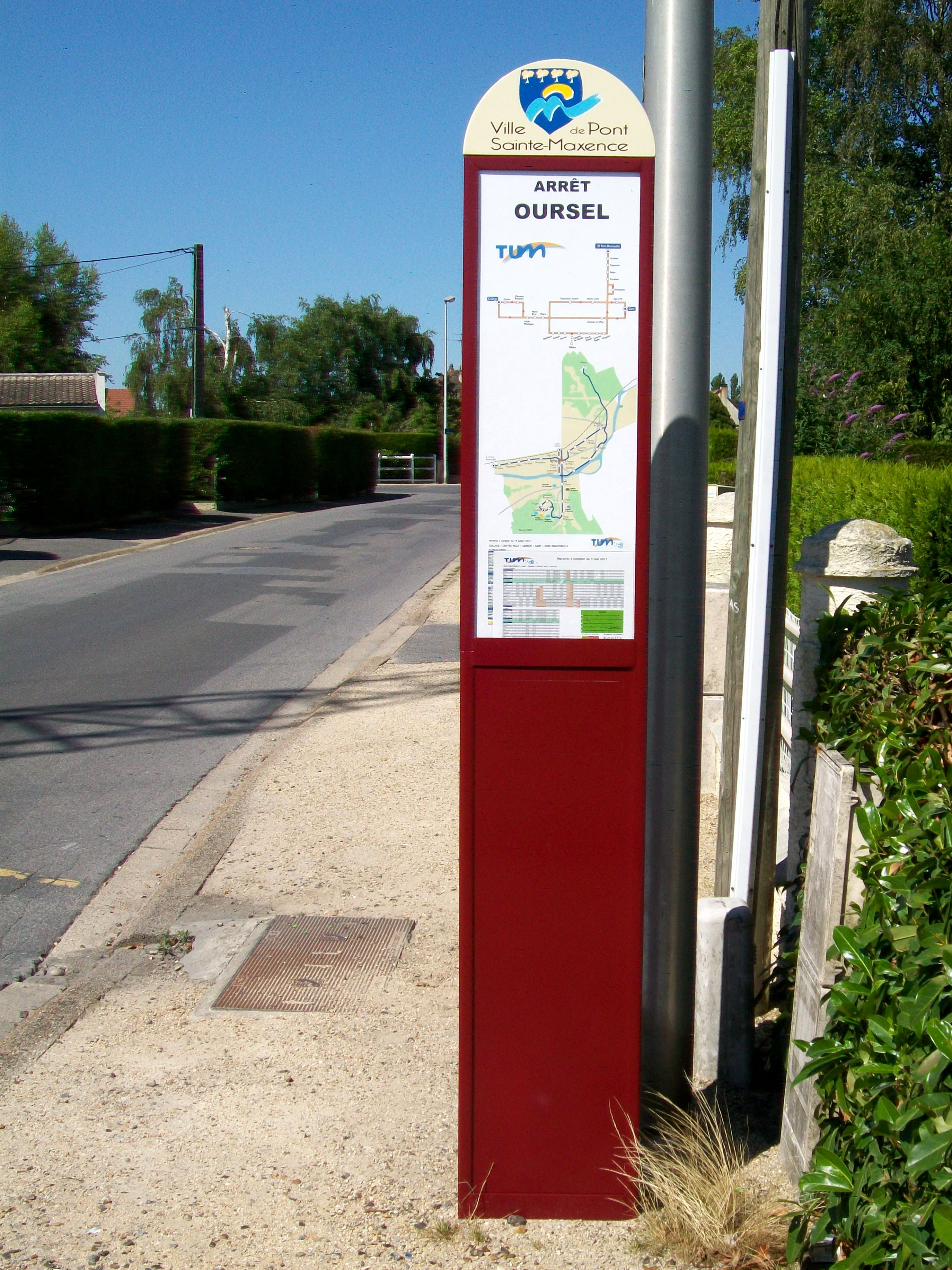
Poteau d'arrêt du bus urbain TUM, à Sarron.

En 2015, la ligne principale porte le no 1 et relie le quartier des Terriers au sud-ouest à la gare SNCF en passant par le centre-ville. Du lundi au vendredi, elle fonctionne de 5 h 10 à 20 h 10 à raison de vingt aller-retours par jour. Le samedi et du lundi au vendredi en juillet et août, l'amplitude est réduite et va de 6 h 40 à 18 h 10, et la fréquence est de douze aller-retours seulement. Le quartier de Sarron est desservi par la ligne circulaire no 2 depuis la gare, trois fois le matin et quatre fois le soir, du lundi au vendredi sauf en juillet et août. Une liaison entre Sarron et le centre-ville n'existe plus. La ligne no 3 relie quant à elle la gare à la zone industrielle Pont - Brenouille, également sans correspondances systématiques avec la ligne no 1. Cette ligne no 3 fonctionne du lundi au samedi, avec une fin de service le samedi après-midi, mais tout comme sur la ligne no 2, aucun service n'est assuré pendant les mois de juillet et août. Sur tout le réseau, les horaires ne sont pas cadencés. Les correspondances avec le TER Hauts-de-France sont assurées le matin en direction de Paris, et le soir en provenance de Paris.
Le 3 janvier 2017, le réseau est restructuré passant de quatre à deux lignes circulant du lundi au samedi. La ligne Domibus, circulant le dimanche et créée en 2016, est conservée.
Le 26 avril 2021, dans le cadre de la loi d'orientation des mobilités (LOM), la communauté de communes des pays d'Oise et d'Halatte obtient la compétence des transports en commun sur son territoire. Elle récupère l'organisation du réseau des Transports Urbains Maxipontains (TUM) jusqu'ici assurée par la ville de Pont-Sainte-Maxence.
Le 24 janvier 2022, la ligne 2 est prolongée de trois arrêts au sein de la zone industrielle de Brenouille.
Le 28 février 2022, les Transports Urbains Maxipontains (TUM) deviennent Transport Oise Halatte Mobilité (TOHM).
Le 2 octobre 2023, un service de transport à la demande baptisé TAD'OHM (Transport à la demande Oise Halatte Mobilité) est mis en place. Ce service permet de relier les communes de la communauté de communes des pays d'Oise et d'Halatte à Pont-Sainte-Maxence. Ce service, comme les trois lignes régulières du réseau, est gratuit. Les lignes 1 et 2 sont également renforcées par l'ajout de courses supplémentaires.

## Réseau actuel
Le réseau est composé de deux lignes régulières circulant du lundi au samedi et d'une ligne dominicale.

### Lignes du lundi au samedi
| No | Date d'ouverture | Parcours                                   | Parcours                                                          | Longueur | Fréquentation annuelle | Matériel                    | Exploitant  |
| No | Date d'ouverture | Terminus 1                                 | Terminus 2                                                        | Longueur | Fréquentation annuelle | Matériel                    | Exploitant  |
| -- | ---------------- | ------------------------------------------ | ----------------------------------------------------------------- | -------- | ---------------------- | --------------------------- | ----------- |
| 1  | 3 janvier 2017   | Val d'Halatte / Pont-Sainte-Maxence – Gare | Pont-Sainte-Maxence – Collège                                     | -        | -                      | Citaro C2 Conecto LF Hybrid | Keolis Oise |
| 2  | 3 janvier 2017   | (Circulaire) Brenouille – La Queue du Chat | via Zone Industrielle, Gare, La Plaine, Gare et Zone Industrielle | -        | -                      | Citaro C2 Conecto LF Hybrid | Keolis Oise |

### Ligne dominicale
| No      | Date d'ouverture | Parcours      | Parcours                      | Longueur | Fréquentation annuelle | Matériel                    | Exploitant  |
| No      | Date d'ouverture | Terminus 1    | Terminus 2                    | Longueur | Fréquentation annuelle | Matériel                    | Exploitant  |
| ------- | ---------------- | ------------- | ----------------------------- | -------- | ---------------------- | --------------------------- | ----------- |
| Domibus | 2016             | Val d'Halatte | Pont-Sainte-Maxence – Collège | -        | -                      | Citaro C2 Conecto LF Hybrid | Keolis Oise |

### Transport à la demande
Le service de transport à la demande TAD'OHM fonctionne du lundi au vendredi et nécessite une réservation au préalable. Le service est composé de quatre zones :
- la zone 1 est composée des communes d'Angicourt, Brenouille, Cinqueux, Les Ageux, Monceaux et de Rieux ;
- la zone 2 est composée des communes de Bazicourt, Sacy-le-Grand, Sacy-le-Petit et de Saint-Martin-Longueau ;
- la zone 3 est composée des communes de Pontpoint, Rhuis, Roberval et de Villeneuve-sur-Verberie ;
- la zone 4 est composée des communes de Beaurepaire et de Verneuil-en-Halatte.

Ces quatre zones sont reliées à Pont-Sainte-Maxence par l'intermédiaire de cinq arrêts de dépose et de prise en charge, les arrêts Gare SNCF, Hôpital, Mairie, Val d'Halatte et ZAC Pasteur.

## Exploitation
L'exploitation du réseau est confiée à la société Keolis Oise, filiale du groupe Keolis. Elle dispose d'un dépôt situé à Brenouille.

### Matériel roulant
Le réseau est exploité à l'aide de Citaro C2 et de Conecto LF hybrides. Le service de transport à la demande TAD'OHM est exploité à l'aide de minibus électrique.
Deux Citelis 12 du constructeur Irisbus ont autrefois circulé sur le réseau.

## Tarification et financement
Le réseau est entièrement gratuit.